# NGC 5864
NGC 5864 је спирална галаксија у сазвежђу Девица која се налази на NGC листи објеката дубоког неба.
Деклинација објекта је + 3° 3' 12" а ректасцензија 15h 9m 33,5s. Привидна величина (магнитуда) објекта NGC 5864 износи 11,9 а фотографска магнитуда 12,9. Налази се на удаљености од 28,5000 милиона парсека од Сунца. NGC 5864 је још познат и под ознакама UGC 9740, MCG 1-39-2, CGCG 49-15, PGC 54111.